# Giải đua ô tô Công thức 1 Ấn Độ
Giải đua ô tô Công thức 1 Ấn Độ là một chặng đua Công thức 1 từng xuất hiện trong lịch Công thức 1. Nó được tổ chức tại trường đua Buddh International ở khu vực 25 dọc theo đường cao tốc Yamuna ở huyện Gautam Buddh Nagar, bang Uttar Pradesh từ năm 2011 đến 2013.
Chặng đua đầu tiên diễn ra vào ngày 30 tháng 10 năm 2011 và là cuộc đua thứ 17 của mùa giải Công thức 1 năm 2011. Cuộc đua khai mạc thuộc về tay đua người Đức Sebastian Vettel. Jaypee Sports International Limited là nhà tổ chức giải đua ô tô Công thức 1 ở Ấn Độ và đã ký hợp đồng 5 năm với Công ty quản lý Công thức 1 (FOM) để tổ chức sự kiện này ở Ấn Độ.
Vào tháng 8 năm 2013, FIA thông báo rằng giải đua ô tô Công thức 1 Ấn Độ sẽ không diễn ra vào năm 2014 trước khi quay trở lại thời điểm đầu mùa giải vào năm 2015. Sau đó, vì tranh chấp thuế với chính quyền Uttar Pradesh, điều đó cũng đã bị từ bỏ.

## Trường đua
Trường đua Buddh International được xây dựng cách New Delhi khoảng 50 km về phía nam ở Greater Noida, có chiều dài 5,137 km và được thiết kế bởi nhà thiết kế trường đua nổi tiếng người Đức Hermann Tilke. Trường đua dự kiến hoàn thành vào mùa xuân năm 2011 nhưng không thể đáp ứng được do chậm tiến độ. Tuy nhiên, việc bàn giao chính thức diễn ra 12 ngày trước ngày đua đầu tiên (30/10/2011). Chi phí xây dựng của trường đua này là từ 290 đến 400 triệu euro.

## Lịch sử
Kế hoạch tổ chức giải đua ô tô Công thức 1 Ấn Độ đã có sẵn vào năm 1997, dự kiến ở . Năm 2003, Ấn Độ chỉ có hai trường đua cố định, một ở Chennai (Irungattukottai) và trường đua Kari ở Coimbatore. Vào thời điểm đó, hai địa điểm rộng 240 ha ở vùng lân cận sân bay Bengaluru đã được kiểm tra. Ngoài ra, ở bang Andhra Pradesh, Thủ hiến Chandrababu Naidu đã dành 610 ha đất gần sân bay ở Hyderabad. Vào tháng 12 năm 2003, một thỏa thuận trước bảy năm để tổ chức sự kiện này ở Hyderabad vào năm 2007 đã được ký kết và trường đua đó đã được xây dựng gần làng Gopanapally, gần ngoại ô Hyderabad với diện tích bao gồm 553 ha đất.

## Tất cả các tay đua giành chiến thắng
Tất cả các chặng đua được tổ chức tại trường đua Buddh International.
| Năm  | Tay đua          | Đội đua                 | Chi tiết |
| ---- | ---------------- | ----------------------- | -------- |
| 2011 | Sebastian Vettel | Red Bull Racing-Renault | Chi tiết |
| 2012 | Sebastian Vettel | Red Bull Racing-Renault | Chi tiết |
| 2013 | Sebastian Vettel | Red Bull Racing-Renault | Chi tiết |